# Shan Danna
Shan Danna (Ningbo, 8 ottobre 1991) è un'ex pallavolista cinese.
Giocava nel ruolo di libero.

## Carriera
La carriera di Shan Danna inizia nel 2006, quando entra a far parte del settore giovanile dello Zhejiang Nuzi Paiqiu Dui, dove resta quattro annate; nel 2008 fa parte della selezione under 18 che si aggiudica la medaglia d'argento al campionato asiatico e oceaniano.
Nella stagione 2010-11 debutta nella Volleyball League A cinese con la prima squadra dello Zhejiang Nuzi Paiqiu Dui, classificandosi al quarto posto; al termine del campionato fa il suo esordio in nazionale maggiore in occasione del Montreux Volley Masters 2011, vincendo la medaglia di bronzo, che ottiene anche alla Coppa del Mondo 2011, per poi aggiudicarsi la medaglia d'argento alla Coppa asiatica 2012 e partecipare ai Giochi della XXX Olimpiade di Londra.
Nel campionato 2012-13 si classifica nuovamente al terzo posto nella  Volleyball League A; in estate partecipa con la selezione under 23 al campionato mondiale di categoria, vincendo la medaglia d'oro. Nel campionato seguente si aggiudica lo scudetto con lo Zhejiang, venendo premiata come miglior libero della competizione; con la nazionale vince la medaglia d'argento al campionato mondiale 2014, per poi vincere l'oro al campionato asiatico e oceaniano 2015 e alla Coppa asiatica 2016; annuncia il proprio ritiro al termine del campionato 2016-17.

## Palmarès

### Club
- Campionato cinese: 1

2013-14

### Nazionale (competizioni minori)
- Campionato asiatico e oceaniano under 18 2008
- Montreux Volley Masters 2011
- Coppa asiatica 2012
- Campionato mondiale under 23 2013
- Montreux Volley Masters 2016
- Coppa asiatica 2016

### Premi individuali
- 2014 - Volleyball League A: Miglior libero